# KSTP-AM
KSTP (“1500 ESPN Twin Cities”) ist eine Sportradio-Station aus St. Paul in Minnesota. Sie ist die Clear-Channel-Flaggschiff-Station der Hubbard Broadcasting. Zudem ist der Sender der einzige Affiliate-Broadcast von ESPN Radio für die Metropolregion Minneapolis-St. Paul. Die lokale Partnerstation ist KSTP-FM.

## Geschichte
KSTP ging am 1928 als Vereinigung zweier Stationen in den Twin Cities auf Sendung. WAMD (“Where All Minneapolis Dances”) und KFOY begannen schon einige Jahre früher, zu senden. Zunächst ging Stanley E. Hubbard’s WAMD am 13. Februar 1925 mit Live-Musik vom lokalen Ballroom auf Sendung.
Einige Quellen sprechen davon, dass WAMD der erste gänzlich werbefinanzierte Radiosender der Welt gewesen sei. KFOY nahm 1924 in St. Paul den Betrieb auf.
Im Jahr 1933 genehmigte die Federal Radio Commission eine Leistungserhöhung auf 25 kW für KSTP. Bereits Ende der 1930er-Jahre experimentierte die Station mit Frequenzmodelierten Ausstrahlungen. KSTP starteten eine Versuchsstation mit dem Rufzeichen W9XUP 1938 auf 29,95 MHz. Diese als „Ultra Shortwave Station“ bezeichnete Sendeeinrichtungen strahlte regulär das Programm von KSTP bis mindestens 1944 aus. Unbekannt ist, wie viel Empfangsgeräte mit FM-Demodulator im Kurzwellenbereich zu dieser Zeit zur Verfügung standen.

## Sendestationen
Gesendet wird auf Mittelwelle 1500 kHz mittels zweer Radiostationen im Tag- und Nachtwechsel in Maplewood.
- Sendestation am Tag: 45° 1′ 32,1″ N, 93° 2′ 40,3″ W
- Sendestation Nachts: 45° 1′ 31,9″ N, 93° 3′ 7,6″ W

Parallel operiert die Schwesterstation WFED aus Washington, D.C. – ebenfalls von einer 50 kW-Sendeanlage aus auf der gleichen Frequenz.
- Schwesterstation: 39° 2′ 30,3″ N, 77° 2′ 46,5″ W